# Eduard Ritter von Weber
Eduard Ritter von Weber (Munique, 12 de maio de 1870 — Würzburg, 20 de junho de 1934) foi um matemático alemão.